# 섬유 강화 플라스틱
섬유 강화 플라스틱(fibre-reinforced plastic, FRP) 또는 섬유 강화 폴리머(fibre-reinforced polymer)은 섬유로 강화된 폴리머 매트릭스로 만든 복합 소재이다. 섬유는 일반적으로 유리(유리 섬유), 탄소(탄소 섬유 강화 폴리머), 아라미드 또는 현무암이다. 드물게 종이, 목재, 붕소 또는 석면과 같은 다른 섬유가 사용되었다. 폴리머는 일반적으로 에폭시, 비닐 에스테르 또는 폴리에스터 열경화성 플라스틱이지만 페놀 폼알데히드 수지는 여전히 사용되고 있다.
FRP는 항공우주, 자동차, 해양 및 건설 산업에서 일반적으로 사용된다. 이들은 일반적으로 방탄 장갑 및 자체 포함 호흡 장치용 실린더에서 발견된다.

## 역사
베이클라이트는 최초의 섬유 강화 플라스틱이었다. 리오 베이클랜드는 원래 셸락(락 벌레의 배설물로 만든 것)의 대체물을 찾기 시작했다. 화학자들은 많은 천연 수지와 섬유가 폴리머라는 것을 인식하기 시작했고, 베이클랜드는 페놀과 포름알데히드의 반응을 조사했다. 그는 처음에는 "노볼락"이라는 용해성 페놀-포름알데히드 셸락을 생산했지만 시장에서 성공을 거두지 못했고, 그 후 당시 고무로 성형된 석면 바인더를 개발하는 데 주력했다. 그는 페놀과 포름알데히드에 가해지는 압력과 온도를 제어하여 1905년에 꿈꿔왔던 단단하고 성형 가능한 소재(세계 최초의 합성 플라스틱)인 베이클라이트를 생산할 수 있다는 것을 발견했다. 그는 1909년 2월 5일 미국 화학 협회 회의에서 자신의 발명품을 발표했다.
상업적 용도의 섬유 강화 플라스틱 개발은 1930년대에 광범위하게 연구되었다. 영국에서는 노르만 드 브라위네와 같은 선구자들이 상당한 연구를 수행했다. 항공 산업에 특히 관심을 끌었다.
유리 스트랜드의 대량 생산은 1932년에 발견되었는데, 당시 오언스-일리노이(Owens-Illinois)의 연구원인 게임스 슬레이터가 우연히 용융 유리 흐름에 압축 공기를 분사하여 섬유를 생산했다.

## 같이 보기
- 복합 재료
- 탄소 섬유 강화 플라스틱